# Abramo, il tuo sembiante
Cantata per la Notte di Natale di Nostro Signore
Abramo, il tuo sembiante, sous titre : Cantata per la Notte di Natale di Nostro Signore, Rome 1705, est une cantate pour la veillée de Noël, pour 5 solistes (SSATB), chœur à 4 voix (SATB), hautbois, cordes et basse continue d'Alessandro Scarlatti sur un livret de Silvio Stampiglia, créée au Palais apostolique du Vatican le 24 décembre 1705, en présence du pape Clément XI.
Entre 1676 et 1740, c'est l'habitude à Rome de célébrer la veille de Noël une veillée avec un concert en présence du Pape et de nombreux cardinaux. il n'était pas non plus bizarre de trouver parmi les invités des personnalités de la noblesse européenne. Alessandro Scarlatti est chargé de composer la musique pour la veille du Noël romain à plusieurs occasions.
Cette cantate est également connue avec le titre de Cinque Profeti, puisque les personnages sont les prophètes Daniel, Ézéchiel, Jérémie, Isaïe et Abraham, qui dialoguent sur l'arrivée du Messie.
Abramo, fait partie des quatre cantates pour la nuit de Noël de Scarlatti dont voici les autres, toutes présentées au Vatican, le 24 décembre :
- O di Betlemme altera povertà (Canata pastorale per la natività di Nostro Signore Gesù Cristo), 1695 (H. 488)
- Alcone, ove per queste, 1706
- Serafini al nostro canto, 1707.

## Effectifs
Cantata per la Notte di Natale di Nostro Signore. (Roma 1705)
| rôle      | voix    | lors de la création                           |
| --------- | ------- | --------------------------------------------- |
| Daniele   | soprano | il sopranista Francesco De Rossi « Cecchino » |
| Ezechiele | soprano | il sopranista Pasqualino Tiepoli              |
| Geremia   | alto    | il contraltista Domenico Bezzi « Momo »       |
| Isaia     | ténor   | il tenore Vittorio Ciccheri                   |
| Abramo    | basse   | il basso Antonio Manna                        |

### Titres
- Recitativo (Daniele, Abramo) - "Abramo, il tuo sembiante"
- Aria (Daniele) - "Mira come al crin gelato"
- Aria (Daniele) - "Fugge l'ombra ed ogni stella"
- Recitativo (Abramo, Ezechiele, Isaia, Daniele) - "Amato Ezechiele"
- Aria (Ezechiele) - "Gia sento che sereno"
- Recitativo (Isaia) - "Già nel ciel di Giacobbe"
- Aria (Isaia, Ezechiel, Daniel, Abramo) - "Bella gloria avrà il Giordano"
- Recitativo (Ezechiele, Daniele) - "Fortunata capanna"
- Aria (Daniele) - "Pargoletto in rozze fasce"
- Recitativo (Abramo) - "Pur giungesti una volta"
- Aria (Abramo) - "Qual nocchiero agitao dall'onde"
- Recitativo (Daniele, Ezechiele) - "Innocenti pastori!"
- Duetto (Daniele, Ezechiele) - "Sí, vi brama"
- Aria (Geremia - "Lagrime amare"
- Recitativo (Daniele, Isaia, Ezechiele) - "In notte sì gioconda"
- Aria (Geremia) - "Io sol vorrei"
- Recitativo (Daniele, Isaia, Ezechiele, Geremia) - "Frena il duol"
- Aria (Ezechiele) - "Tempo non è di piangere"
- Recitativo (Isaia, Geremia, Daniele, Ezechiele) - "O vaga di Sion figlia, deh sorgi"
- Recitativo accompagnato (Geremia) - "Gerusalemme ingrata"
- Aria (Abramo) - "Chiama le gioie al core"
- Recitativo (Daniele) - "Tu già narrasti un tempo"
- Aria (Daniele) - "Senti, che lieti intorno al bel presepe"
- Recitativo (Abramo, Geremia, Isaia) - "Se volgi un guardo solo"
- Aria (Isaia) - "Gioie sono i pianti suoi"
- Recitativo (Ezechiele, Geremia, Abramo) - "Vedi già nato il Verbo"
- Aria (Geremia) - "A poco a poco l'anima mia"
- Recitativo (Ezechiele) - "In te nulla più resti"
- Aria (Ezechiele) - "Se togli dall'alma"
- Recitativo (Abramo, Daniele, Geremia, Isaia, Ezechiele) - "Stillano alfin alma ruggiada i cieli"
- Tutti, e il coro (SATB) - "Amato mio Gesù"

## Discographie
- Silvia Piccollo, Loredana Bacchetta, sopranos, Marco Lazzara, alto, Mario Nuvoli, ténor, Giovanni Dagnino, basse ; Alessandro Stradella Consort, dir. Estévan Velardi (17-19 janvier 1992, Nuova Era 7117) (OCLC 780772611)
- « Cinque Profeti » - Barbara Schlick, Heike Hallaschka, sopranos ; Kai Wessel, alto ; Christoph Prégardien, ténor ; Michael Schopper, basse La Stagione, dir. Michael Schneider (décembre 1992, DHM 05472 77291 2) (OCLC 30655763)
- Concerto italiano, dir. Rinaldo Alessandrini (juin 1996, Opus 111 OPS30-156)[1] (OCLC 762490366)

## Sources
- The New Grove Dictionary of Opera, éd. Stanley Sadie, Londres,  (ISBN 0-333-73432-7)
- MDZ: Bibliothèque digitale de Munich